# Vifolka församling

Vapen

Vifolka församling är en församling i Linköpings stift inom Svenska kyrkan. Församlingen ingår i Folkungabygdens pastorat i Vätterbygdens kontrakt och ligger i Mjölby kommun i Östergötlands län. Församlingen bildades 1 januari 2018 genom en utökning och namnändring av Veta församling.

## Administrativ historik
Församlingen bildades 1 januari 2018 genom en namnändring av Veta församling när denna utökades med Västra Hargs församling och Viby församling.

## Kyrkor
Församlingskyrkorna är Veta kyrka, Sya kyrka, Herrberga kyrka, Västra Hargs kyrka och Viby kyrka.